# Saraiella parva
Saraiella parva är en tvåvingeart som först beskrevs av Vaillant 1963.  Saraiella parva ingår i släktet Saraiella och familjen fjärilsmyggor. Inga underarter finns listade i Catalogue of Life.